# 荀粲
荀 粲（じゅん さん、209年 - 237年）は、三国時代の魏の思想家。字は奉倩。豫州潁川郡潁陰県（現在の河南省許昌市）の人。荀彧の末子。
父荀彧や兄荀顗が儒家の説を重んじたのに対して、道家の説を尊んで「儒教の経典は聖人の残りかすに過ぎない」と主張した。洛陽で傅嘏・夏侯玄・裴徽らと親しく交際し、老子や荘子の説やその他論理学の議論を行った。荀粲の主張は何晏や王弼に引き継がれて清談や玄学の端緒となり、後世では南朝宋の袁愍孫が荀粲に憧れる余り、名と字を改めた逸話が知られている（『宋書』袁粲伝）。
曹洪の娘を娶っていたが、妻が急死すると悲しみの余り病気で倒れて後を追うように亡くなった。
『三国志』には伝は立てられてはいないが、裴松之は荀彧伝に付せられた荀惲（荀粲の長兄）の記事に何劭が著した『荀粲伝』からの引用を元に荀粲に関する注を付している。